# Episodi di Amen (quarta stagione)
La quarta stagione della serie televisiva Amen è stata trasmessa in anteprima negli Stati Uniti d'America dalla NBC tra il 23 settembre 1989 e il 7 aprile 1990.
| nº | Titolo originale                     | Titolo italiano | Prima TV USA      | Prima TV Italia |
| -- | ------------------------------------ | --------------- | ----------------- | --------------- |
| 1  | The Engagement                       |                 | 23 settembre 1989 |                 |
| 2  | Where There's a Will                 |                 | 30 settembre 1989 |                 |
| 3  | I Can't Help Loving That Man of Mine |                 | 14 ottobre 1989   |                 |
| 4  | Who Am I?                            |                 | 21 ottobre 1989   |                 |
| 5  | Witness for the Defense              |                 | 28 ottobre 1989   |                 |
| 6  | TV or Not TV                         |                 | 4 novembre 1989   |                 |
| 7  | Don't Rain on My Shower              |                 | 11 novembre 1989  |                 |
| 8  | Thelma Says, I Do                    |                 | 18 novembre 1989  |                 |
| 9  | You're in the Army Now               |                 | 25 novembre 1989  |                 |
| 10 | Thelma and the D.I.                  |                 | 2 dicembre 1989   |                 |
| 11 | Sergeant in Arms                     |                 | 9 dicembre 1989   |                 |
| 12 | Thelma Frye, Dough Girl              |                 | 16 dicembre 1989  |                 |
| 13 | The Deacon vs. the U.S. Army         |                 | 6 gennaio 1990    |                 |
| 14 | The Roast                            |                 | 13 gennaio 1990   |                 |
| 15 | The Deacon and the Mother-in-Law     |                 | 27 gennaio 1990   |                 |
| 16 | The Wedding                          |                 | 3 febbraio 1990   |                 |
| 17 | The Honeymoon                        |                 | 10 febbraio 1990  |                 |
| 18 | The Talent Show                      |                 | 12 febbraio 1990  |                 |
| 19 | Moving In                            |                 | 17 febbraio 1990  |                 |
| 20 | Deacon's Dilemma                     |                 | 24 febbraio 1990  |                 |
| 21 | Trouble in Paradise                  |                 | 3 marzo 1990      |                 |
| 22 | Who's Sorry Now?                     |                 | 17 marzo 1990     |                 |
| 23 | The Deacon's Confession              |                 | 7 aprile 1990     |                 |